# 10628 Feuerbacher
10628 Feuerbacher là một tiểu hành tinh vành đai chính với chu kỳ quỹ đạo là 2006.3591553 ngày (5.49 năm).
Nó được phát hiện ngày 18 tháng 1 năm 1998. Nó được đặt theo tên the scientist Prof. Dr. Berndt Feuerbacher, former director of the institute of space simulation ở the German Aerospace Center Lưu trữ ngày 16 tháng 3 năm 2011 tại Wayback Machine, ngày occasion of his retirement in June 2006.